# Scott O'Hara
Pour les articles homonymes, voir O'Hara.
Scott O’Hara, né le 16 octobre 1961 et mort le 18 février 1998, est un acteur pornographique, puis poète et éditeur, américain.

## Biographie
Né à Grants Pass (Oregon), son vrai nom est John R. Scott, mais il n'utilisera que son nom d'artiste tout au long de sa vie. Dans un texte intitulé A Dick by Any Other Name, en 1999, O'Hara écrivit : « Je savais depuis tout petit que j'étais un enfant des fées. Je passais mes dix-huit premières années à trouver mon vrai nom, et depuis que je l'ai trouvé je n'ai plus prétendu être quelqu'un d'autre ».
Scott O'Hara fut assez célèbre pour recevoir le titre de « la plus grosse queue de San Francisco » lors d'un concours au début des années 1980. Ce titre devint sa marque de fabrique pour le reste de sa carrière pornographique professionnelle. De 1983 à 1988, il joua dans plus de vingt films et vidéos gay ou bisexuels, plusieurs montrant sa capacité à l'autofellation.
Après avoir quitté l'industrie pornographique, O'Hara s'essaya à la publication et édita un journal (Steam) et un magazine (Wilde). Il écrivit aussi plusieurs poèmes, pièces de théâtre, et publia trois livres. Il était aussi un libertarien actif et engagé.
Il mourut de complications dues au sida (lymphome non-hodgkinien) à San Francisco. O'Hara légua ses papiers personnels (consistant en 39 boîtes de journaux, correspondances, notes, et manuscrits) à la John Hay Library de l'université Brown.

## Filmographie choisie
- 1982 : Winner Takes All (Falcon Entertainment)
- 1984 : Ramcharger
- 1984 : Slaves for Sale 2
- 1985 : The Joys of Self-Abuse
- 1985 : The Other Side of Aspen 2 de John Travis
- 1985 : Sgt. Swann's Private Files de Chris Stevens
- 1986 : Below the Belt
- 1986 : Hung and Horny
- 1986 : Oversize Load d'Al Parker
- 1988 : In Your Wildest Dreams de Matt Sterling
- 1992 : The Sex Party

## Œuvres publiées
- Do It Yourself Piston Polishing (for Non-Mechanics) (Badboy, 1996)
- Autopornography: A Memoir of Life in the Lust Lane (New York: Haworth Press, 1997)
- Rarely Pure and Never Simple: Selected Essays of Scott O'Hara (New York: Haworth Press, 1999)
- Steam: A Quarterly Journal for Men (editor, 1993-1995)